# Buza János (tanár)
Buza János  (Szentistvánbaksa, 1848. április 29. – Sárospatak, 1912. augusztus 9.) középiskolai tanár, gyűjteményőr, Buza László jogász apja.

## Tanulmányai
Apja Buza János, szülőfalujában, Abaúj-Torna vármegyében földművelő volt.
Iskoláit 1858-tól a Sárospataki Református Kollégium kebelébe tartozó református főgimnáziumban, 1866-tól az ugyancsak ehhez tartozó Teológiai Akadémián, mint hithallgató végezte, s 1870. július 7-én letette a segédlelkészi vizsgát. Hivatása a tanári pályára vonzotta és 1870-ben beiratkozott a budapesti egyetem bölcsészeti karára, itt két évig természetrajzi tantárgyakat hallgatott. Az első egyetemi év végeztével fölvették a középiskolai tanárképző rendes tagjai közé és 400 ft ösztöndíjat kapott. 1871 végén geológiai pályamunkája dicséretet, ugyancsak számos tanárképzőben készített dolgozata pedig jutalmat nyert a közoktatásügyi minisztériumtól. Részt vett a Sopron vidékén működő földtani osztály fölvételeiben. 

## Pályája
1872-ben a sárospataki református főgimnázium tanára lett, s tanári székét 1872. október 25-én foglalta el. 1880-ban a főgimnázium igazgatója volt. Párhuzamosan a kollégium neves Természetrajzi Gyűjteményének őri beosztását is elvállalta 1873-1910-ig. Leltározta és rendszerezte a Természettudományi Társaság adományaként bekerült 35 magyarországi pókfajta Herman Ottó-féle gyűjteményének fölös példányait. Ezzel a Természetrajzi Gyűjtemény állományát 6879 egységnyire növelte.
A közéletben is szerepet vállalt, tagja volt a sárospataki városi képviselőtestületnek (1891-től), továbbá a sárospataki református egyházközség presbiteri (1889-1895-ig), majd főgondnoki tisztét  egészen haláláig betöltötte.
1907-től az Alsózempléni Református Egyházmegye Tanügyi Bizottságának egyik elnöke volt.

## Műveiből
Írói működése 1871-ben kezdődött egy, a Protestáns Egyház és Iskolai Lapba írt tanügyi cikkel. Publikált a Magyar Tanügy (1873), a Gazdasági Lapok (1874-76), a Zemplén, a Földmívelési Érdekeink (1880), a Természettudományi Közlöny és a Sárospataki Lapok (1882) hasábjain. (Utóbbinak 1889-1891-ben főmunkatársa lett).
- Természetrajz népiskolák számára. Sárospatak, 1878. (2. kiadása Sárospatak, 1880.; 3. kiadása 1884.; 5. kiadása 1889. Sárospatak. Németre ford. Mendl L. tanár. Budapest, 1890.)
- Kultivált növényeink betegségei. Budapest, 1879. (A Kir. Magyar Természettudományi Társaság által a Bugát-féle alapból 300 forinttal koszorúzott mű.)
- Emlékbeszéd dr. Soltész János felett. Sárospatak, 1880. (Klny. a sárospataki ref. főiskola Értesítőjéből, mely évben Buza János az iskola igazgatója volt és egyben az Értesítő szerkesztője.)
- Növénytan. A középtanodák V. osztálya részére. Sárospatak, 1882.
- Ásványtan és geologia, vegytani ismeretekkel a gymn. IV. oszt. számára. Sárospatak, 1885. (Gymn. Könyvtár IV.)
- Állattan a középiskolák VI. osztálya részére. Sárospatak, 1888.

Sajtó alá rendezte Osváth Istvánnak A simonyi és darnyai egyesült ev. ref. egyház története című munkáját (Sárospatak, 1889.) és hozzá megírta a szerző életrajzát.

### Kéziratban maradt művei
- Az állatok és növények fontosabb életműködései. Olvasmányok a nép részére (Sárospatak, Nagykönyvtár)
- Az állatok szaporodása (Sárospatak, Nagykönyvtár).